# Puka (Estland)
Puka (deutsch: Bockenhof) ist eine ehemalige Landgemeinde im estnischen Kreis Valga mit einer Fläche von 200,9 km². Sie hatte 1881 Einwohner (1. Januar 2006). Der Verwaltungssitz war in Puka. Im Zuge der Gemeindereform 2017 wurde die Landgemeinde Puka aufgelöst und auf die drei Landgemeinden Otepää (Kreis Valga), Tõrva (Kreis Valga) und Elva (Kreis Tartu) verteilt. Dabei kamen die Dörfer Kähri, Kibena, Kolli, Komsi, Kuigatsi, Meegaste, Plika, Põru, Prange, Puka, Ruuna und Vaardi zu Otepää, Aakre, Palamuste, Pedaste, Purtsi, Pühaste und Rebaste zu Elva und Soontaga zu Tõrva. 
Die Landschaft mit zahlreichen Wäldern und Alleen ist besonders für Naturtouristen interessant.
In Puka ereignete sich am 1. Mai 1897 eine der größten Eisenbahnkatastrophen Estlands, bei der 58 Menschen ums Leben kamen und zahlreiche weitere schwer verletzt wurden.

## Weblinks

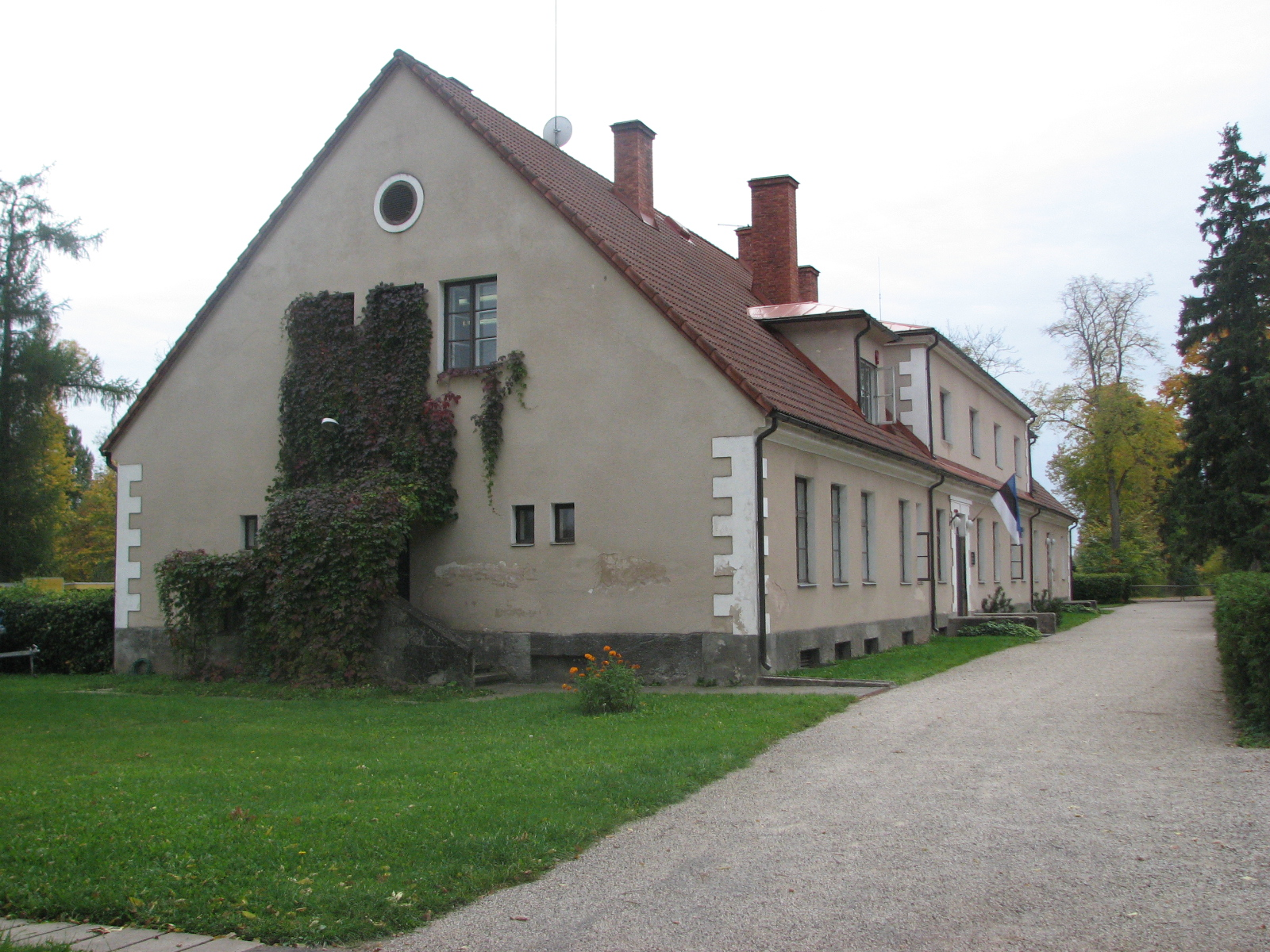
Historisches Gutshaus von Aakre